# The Great Adventures of Slick Rick
Albums de Slick Rick
The Ruler's Back
(1991)
Singles
1. Teenage Love
Sortie : Novembre 1988
2. Children's Story
Sortie : 3 avril 1989
3. Hey Young World
Sortie : 15 juin 1989

The Great Adventures of Slick Rick est le premier album studio de Slick Rick, sorti le 1er novembre 1988.
L'album s'est classé 1er au Top R&B/Hip-Hop Albums et 31e au Billboard 200 et a été certifié disque de platine par la Recording Industry Association of America (RIAA) le 11 octobre 1989.
En 1998, le magazine The Source a sélectionné The Great Adventures of Slick Rick parmi ses « 100 meilleurs albums de rap ».
En 1999, Vibe l'a rangé à la 84e place des « 100 albums essentiels du XXe siècle ».
En 2012, Slant Magazine l'a classé 99e des « 100 meilleurs albums des années 1980 ».
Le rappeur Nas a déclaré que cet opus était l'un de ses 25 albums favoris.
La chanson Children's Story, qui fait partie de la bande son des jeux vidéo Grand Theft Auto: San Andreas, True Crime: New York City et Tony Hawk's Proving Ground, a été classée par VH1 à la 61e place des « 100 plus grandes chansons de hip-hop ».

## Liste des titres
| No  | Titre                                                             | Contient un (des) sample(s) de                                                                                                   | Durée |
| --- | ----------------------------------------------------------------- | --- | ----- |
| 1.  | Treat Her Like a Prostitute (Produit par Slick Rick)              | AJ Scratch de Kurtis Blow | 3:55  |
| 2.  | The Ruler's Back (Produit par Jason Mizell)                       | La Di Da Di de Doug E. Fresh et Slick Rick                                                                                       | 5:38  |
| 3.  | Children's Story (Produit par Slick Rick)                         | Nautilus de Bob James | 4:02  |
| 4.  | The Moment I Feared (Produit par Eric Sadler et Hank Shocklee)    | Take Me to the Mardi Gras by Bob James Funky Drummer de James Brown I Can't Stop de John Davis and the Monster Orchestra         | 3:36  |
| 5.  | Let's Get Crazy (Produit par Eric Sadler et Hank Shocklee)        | Scratchin' du Magic Disco Machine The Show de Doug E. Fresh, Slick Rick and The Get Fresh Crew Pump That Bass d'Original Concept | 3:51  |
| 6.  | Indian Girl (An Adult Story) (Produit par Slick Rick)             | I'm in the Mood for Love de Frances Langford The Ballad of Davy Crockett des Wellingtons                                         | 3:17  |
| 7.  | Teenage Love (Produit par Eric Sadler et Hank Shocklee)           | Theme From Mahogany (Do You Know Where You're Going To) de Diana Ross                                                            | 4:53  |
| 8.  | Mona Lisa (Produit par Slick Rick)                                | Walk on By de Dionne Warwick Frisco Disco d'Eastside Connection Mona Lisa de Nat King Cole                                       | 4:08  |
| 9.  | Kit (What's the Scoop) (Produit par Eric Sadler et Hank Shocklee) | Planetary Citizen du Mahavishnu Orchestra and John McLaughlin The Champ des Mohawks Last Night a D.J. Saved My Life d'Indeep     | 3:22  |
| 10. | Hey Young World (Produit par Slick Rick)                          | Ashley's Roachclip des Soul Searchers Change the Beat (Female Version) de Beside La Di Da Di de Doug E. Fresh et Slick Rick      | 4:37  |
| 11. | Teacher, Teacher (Produit par Eric Sadler et Hank Shocklee)       | You'll Like It Too de Funkadelic La Di Da Di de Doug E. Fresh et Slick Rick                                                      | 5:00  |
| 12. | Lick the Balls (Produit par Eric Sadler et Hank Shocklee)         | Kool Is Back de Funk, Inc. Atomic Dog (Extended Version) de George Clinton                                                       | 3:56  |